# روز عالی (فیلم ۱۹۲۹)
«روز عالی» (انگلیسی: Perfect Day) یک فیلم آمریکایی در سبک کمدی و زوج هنری است که در سال ۱۹۲۹ منتشر شد. از بازیگران آن می‌توان به استن لورل، اولیور هاردی، ادگار کندی، و لایل تیو اشاره کرد.

## موضوع فیلم
لورل و هاردی تصمیم گرفتند با ماشین خود و به همراه خانواده برای تعطیلات آخر هفته به سفری بروند. اما مشکلاتی برای آنها پیش می‌آید.